# Пронюхлово
Пронюхлово — деревня в сельском поселении Машоновское Зарайского района Московской области России.
Впервые упоминается в платёжной книге 1595—1597 годов как деревня Пронюхлово. Название, возможно, происходит от прозвищного личного имени Пронюхлый или от фамилии Пронюхлов.
В Пронюхлово расположена церковь Рождества Христова, построенная в 1690-е годы. В 1830-х годах сильно перестроена в стиле ампир. Закрыта в 1930-е годы. Возвращена верующим в 1999 году.

## Население
| 2002 | 2006 | 2010 |
| ---- | ---- | ---- |
| 43   | ↘33  | ↗53  |